# Rolandstatuen
Rolandstatuen er en statue på markedspladsen foran rådhuset i Bremen i Tyskland. Roland har front imod Bremens domkirke.
Statuen forestiller grev Roland og er rejst i 1404. Roland var ridder hos Karl den Store og døde i hans tjeneste. Roland opfattes som byens beskytter, og statuen viser både hans skjold og hans legendariske sværd, Durendal.
Roland er 5,47 m høj og står på en 60 cm høj sokkel. En stabiliserende konstruktion er en del af statuen og har form som en baldakin. Det giver en samlet højde på 10,21 meter. Statuen er af sandsten og lavet på bestilling af bystyret som erstatning for en træstatue, som blev brændt i 1366 efter Bremens ærkebiskops ordre.
Der findes rolandstatuer i mange byer i det tysk-romerske rige, da grev Roland var byernes, markedernes og handelslivets beskytter. Rolandstatuen i Bremen menes at være den ældste af dem.
I juli 2004 blev statuen og Bremens rådhus optaget på UNESCO's Verdensarvsliste. 

## Legenden
Ifølge en gammel legende forbliver Bremen fri og uafhængig, så længe Rolandstatuen står og våger over byen. Af den grund – siger legenden – ligger der en reservestatue i rådhuskælderen. Den kan hurtigt rejses, hvis den anden skulle gå til.

## Under krigen
Under 2. verdenskrig blev 80-90% af den indre by og markedspladsen foran rådhuset i Bremen ødelagt af de allieredes bombardementer. Byrådet var dog så forudseende, at det tidligt i krigen havde dækket statuen med sandsække og støbt en beskyttende skal udenom. Da krigen var slut, og beton og sandsække var fjernet, stod Rolandstatuen ubeskadiget i ensom majestæt foran ruindyngerne. Kun statuen og det gamle rådhus var intakt efter krigen, alt andet var bombet.

## Links
- Germany-Travels omtale af statuen Arkiveret 16. maj 2012 hos  Wayback Machine